# ماه‌پیشونی (فیلم ۱۳۷۴)
ماه پیشونی فیلمی به کارگردانی علی اکبر کوهکی، جواد ارشاد و نویسندگی عبدالله مصیب زاده ساختهٔ سال ۱۳۷۴ است.

## ساير بازیگران
- علیرضا خمسه
- زهرا اویسی
- آزاده خرمیار
- ثریا حکمت
- فریبا متخصص
- محمود بهرامی
- رشید اصلانی
- حمید گلی
- فاطمه بیابانی
- طیبه کشانی
- مریم چترسفید
- زهرا تحقیقی
- لیلا تحقیقی
- احمد رجبی
- علی دینی
- داوود رجایی
- غلام حسین پور
- حسین شایقیان
- فرج الهی
- عباس حاجی درویش
- سمیه تحقیقی
- زهره تحقیقی
- اسداله صفایی
- محمد بیابانی
- مرتضی حسینی
- شهرام وثوقی
- هاشم آذرهوا
- محمد جمشیدی
- مهدی کردبچه